# Rec. 709
ITU-R 권고 709(ITU-R Recommendation 709), 일반적으로 Rec. 709, BT.709, 또는 ITU-R 709로 약칭되며, 국제전기통신연합 (ITU-R)의 무선통신 부문이 고선명 텔레비전 (HDTV)의 영상 인코딩 및 신호 특성을 위해 개발한 표준이다. 이 표준은 작은 정수들의 세 쌍으로 색상을 디지털 인코딩하는 방식, 화면당 1080개의 활성 라인과 라인당 1920개의 정사각형 픽셀 (16:9 가로세로비)을 가진 와이드스크린 형식, 그리고 신호 캡처, 전송 및 디스플레이에 대한 여러 세부 사항을 지정한다. HDTV를 대상으로 하지만, 일부 사양 (예: 색상 인코딩)은 다른 용도로도 채택되었다.

## 기술적 세부 사항
이 표준은 ITU 웹사이트에서 무료로 제공되며, 해당 문서를 권위 있는 참고 자료로 사용해야 한다. 핵심 내용은 아래에 요약되어 있다.

### 이미지 형식 및 정의
ITU-R BT.709-6 권고는 프레임 레이트와 무관한 화질 특성을 가진 공통 이미지 형식(CIF)을 정의한다. 이 이미지는 1920x1080 픽셀로, 총 2,073,600 픽셀과 16:9의 가로세로비를 가진다.

### 프레임 레이트
BT.709-6은 다음 가능한 프레임 레이트와 픽셀 스캐닝 순서를 지정한다. 후자의 옵션은 순차 주사 프레임(P), 점진적 분할 프레임(PsF), 및 인터레이스(I)이다.
24/P, 24/PsF, 23.976/P, 23.976/PsF
이 조합들은 극장용 영화에 사용되는 프레임 레이트와 일치한다. 분수 프레임 레이트는 NTSC에서 사용되는 "풀다운" 레이트와의 호환성을 위해 포함된다.
50/P, 25/P, 25/PsF, 50/I (25 fps)
이 조합들은 PAL 또는 SÉCAM과 같은 이전 "50 Hz" TV 표준과의 호환성을 위해 제공된다. PAL과 SECAM은 NTSC의 풀다운 문제가 없었기 때문에 분수 레이트가 없다.
60/P, 59.94/P, 30/P, 30/PsF, 29.97/P, 29.97/PsF, 60/I (30 fps), 59.94/I (29.97 fps)
이 조합들은 NTSC와 같은 이전 "60 Hz" TV 표준과의 호환성을 제공한다. 여기서도 분수 레이트는 기존 NTSC 풀다운 레이트와의 호환성을 위한 것이다.
카메라와 모니터는 이러한 모드 중 어느 것이든 사용할 수 있다. 프로그레시브 모드로 캡처된 비디오는 프로그레시브 또는 프로그레시브 세그먼트 프레임 모드로 녹화, 방송 또는 스트리밍될 수 있다. 인터레이스 모드를 사용하여 캡처된 비디오는 후반 작업에서 디인터레이스 프로세스가 적용되지 않는 한 인터레이스로 배포되어야 한다.
프로그레시브로 캡처된 이미지가 세그먼트 프레임 모드로 배포되는 경우, 세그먼트/필드 주파수는 프레임 레이트의 두 배여야 한다. 따라서 30/PsF는 60/I와 동일한 필드 레이트를 가진다.

### RGB 색 공간

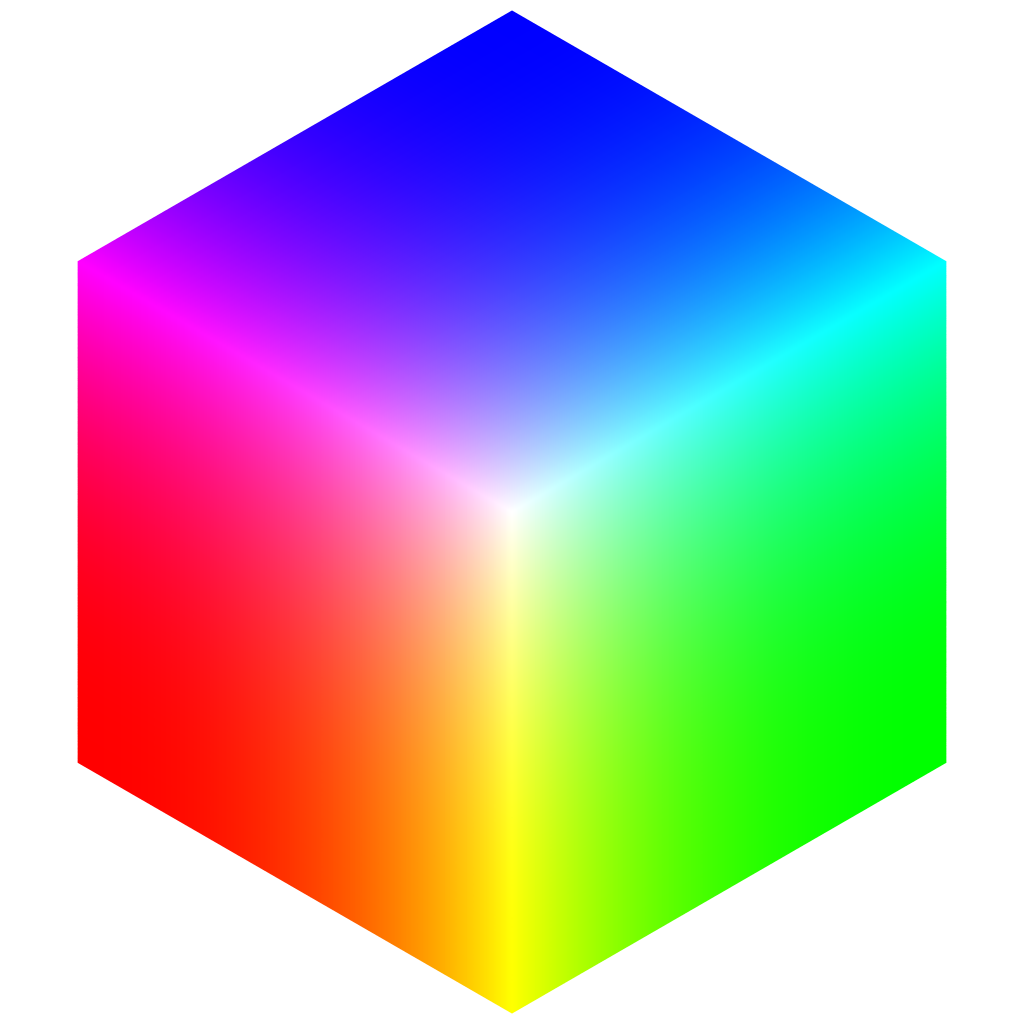
BT.709 RGB 색상 큐브 (ICC 프로파일로 인코딩된 이미지)

BT.709 표준의 색상은 기본적으로 RGB 색상 모델에 따라 설명되며, 이는 세 가지 원색, 즉 "빨강"(R), "초록"(G), "파랑"(B)의 혼합으로 표현된다. BT.709의 경우, CIE 1931 색도 다이어그램에서의 좌표는 다음과 같다.
| 화이트 포인트 | 화이트 포인트 | 원색들 | 원색들 | 원색들 | 원색들 | 원색들 | 원색들 |
| xW            | yW            | xR     | yR     | xG     | yG     | xB     | yB     |
| ------------- | ------------- | ------ | ------ | ------ | ------ | ------ | ------ |
| 0.3127        | 0.3290        | 0.640  | 0.330  | 0.300  | 0.600  | 0.150  | 0.060  |

BT.709 표준에서 색상 값은 개념적으로 0에서 1 사이의 세 숫자 {\displaystyle (E_{R},E_{G},E_{B})}로 표현된다. 여기서 0은 해당 원색의 부재를 의미하고 1은 색 공간이 표현할 수 있는 최대 강도를 의미한다. 이 숫자들을 3차원 공간의 데카르트 좌표로 해석하면, 표현 가능한 색상은 한 변이 1인 축 정렬된 입방체의 점에 해당하며, 모서리 {\displaystyle (0,0,0)}은 검정색을, {\displaystyle (1,1,1)}은 최대 밝기의 흰색을 나타낸다. 더 일반적으로, 입방체의 대각선을 따라 있는 점들은 회색 음영을 나타낸다. 위에 제시된 화이트 포인트 좌표는 이 흰색을 2° 표준 관찰자에 대한 CIE 광원 D65로 정의한다.

### 비선형 인코딩
좌표 {\displaystyle (E_{R},E_{G},E_{B})}는 각 원색의 물리적 강도, 즉 단위 면적당 방출되거나 수신된 빛 일률에 비례해야 한다. 효율성을 위해, 표준은 각 구성 요소 신호의 비선형 변환을 지정하여 {\displaystyle (E'_{R},E'_{G},E'_{B})}를 생성한다. 이 광학 전기 전송 함수:p1는 다음과 같이 정의된다.:p3
{\displaystyle V={\begin{cases}4.500\,L&{\mbox{if }}L<0.018\\[2mm]1.099\,L^{0.45}-0.099&{\mbox{if }}L\geq 0.018\end{cases}}}
여기서 {\displaystyle L}은 선형 좌표({\displaystyle E_{R}}, {\displaystyle E_{G}}, 또는 {\displaystyle E_{B}})이고, {\displaystyle V}는 해당 비선형 값({\displaystyle E'_{R}}, {\displaystyle E'_{G}}, 또는 {\displaystyle E'_{B}})이며, 둘 다 {\displaystyle \left[0,1\right]} 범위에 있다.

### 비선형 디코딩
HDTV 모니터와 같은 장치에 색상을 표시하기 위해 인코딩된 값 {\displaystyle (E'_{R},E'_{G},E'_{B})}는 원색의 물리적 강도로 다시 변환되어야 한다. 수학적으로 위 비선형 인코딩의 역함수는 다음과 같다.
{\displaystyle L={\begin{cases}V/4.5&{\mbox{if }}V<0.081\\[2mm]\left({\dfrac {V+0.099}{1.099}}\right)^{1/0.45}&{\mbox{if }}V\geq 0.081\end{cases}}}
Rec.709 전송 특성은 참조 광학-전자 전송 특성 함수로 정의된다. 그러나 BT.709 표준은 해당 참조 전기-광학 전송 특성 함수(때때로 "디스플레이 감마"라고도 함)를 지정하지 않는다. 실제로 디스플레이 감마는 모니터의 기능, 시청 조건 및 원하는 시각 효과(대비 또는 채도 스트레칭)와 같은 다양한 요소에 따라 달라진다. HDTV 스튜디오 제작에 사용되는 평판 디스플레이에 대한 제안된 해당 참조 전기-광학 전송 특성 함수는 ITU-R BT.1886 및 EBU Tech 3320에 지정되어 있다.

### Y'C'BC'R색 공간
BT.709 표준은 또한 (비선형) RGB 좌표 {\displaystyle (E'_{R},E'_{G},E'_{B})}의 선형 조합인 세 좌표 {\displaystyle (E'_{Y},E'_{\mathit {CB}},E'_{\mathit {CR}})}에 의한 색상의 대체 표현을 정의한다.:p4 즉,
{\displaystyle E'_{Y}=0.2126\,E'_{R}+0.7152\,E'_{G}+0.0722\,E'_{B}}
{\displaystyle E'_{\mathit {CB}}={\frac {E'_{B}-E'_{Y}}{1.8556}}={\frac {1}{1.8556}}(-0.2126\,E'_{R}-0.7152\,E'_{G}+0.9278\,E'_{B})}
{\displaystyle E'_{\mathit {CR}}={\frac {E'_{R}-E'_{Y}}{1.5748}}={\frac {1}{1.5748}}(+0.7874\,E'_{R}-0.7152\,E'_{G}-0.0722\,E'_{B})}
{\displaystyle E'_{Y}} 값은 표준에서 "휘도"라고 불리며, 대략적으로 CIE Y 좌표(색상의 지각적 밝기를 측정하는 것으로 추정됨)에 위 비선형 함수를 적용하여 변형된 근사치이다. 그러나 {\displaystyle E'_{Y}}는 비선형 RGB 구성 요소에서 계산되므로, 이 등가성은 회색 음영에 대해서만 올바르다. 다른 두 좌표는 색상의 색조에 대한 "푸른 정도"와 "붉은 정도"를 나타낸다.
이 공식에 따르면, {\displaystyle E'_{R}}, {\displaystyle E'_{G}}, {\displaystyle E'_{B}}가 0과 1 사이에서 변할 때, 휘도 {\displaystyle E'_{Y}}는 0과 1 사이에서 변하고, {\displaystyle E'_{\mathit {CB}}}와 {\displaystyle E'_{\mathit {CR}}}은 {\displaystyle -0.5}와 {\displaystyle +0.5} 사이에서 변한다.

### 양자화
디지털 저장, 전송 및 처리를 위해 BT.709 표준은 비선형 색상 좌표 {\displaystyle E'_{R}}, {\displaystyle E'_{G}}, {\displaystyle E'_{B}}, {\displaystyle E'_{Y}}, {\displaystyle E'_{\mathit {CB}}}, {\displaystyle E'_{\mathit {CR}}}을 고정된 비트 수 {\displaystyle n}(8비트 또는 10비트)의 정수 {\displaystyle D'_{R}}, {\displaystyle D'_{G}}, {\displaystyle D'_{B}}, {\displaystyle D'_{Y}}, {\displaystyle D'_{\mathit {CB}}}, {\displaystyle D'_{\mathit {CR}}}로 변환하도록 지정한다. 이 양자화는 간단한 스케일링과 반올림을 통해 수행되어 {\displaystyle n}비트 정수의 적절한 부분 집합을 포괄하는 정수를 생성한다. 특히,:p4
{\displaystyle D'_{R}={\mbox{round}}((219\,E'_{R}+16)\,2^{n-8})}
그리고 {\displaystyle D'_{G}}, {\displaystyle D'_{B}}, {\displaystyle D'_{Y}}에 대해서도 유사하게 적용된다. 반면에
{\displaystyle D'_{\mathit {CB}}={\mbox{round}}((224\,E'_{\mathit {CB}}+128)\,2^{n-8})}
그리고 {\displaystyle D'_{\mathit {CR}}}에 대해서도 유사하게 적용된다. {\displaystyle {\mbox{round}}} 함수는 인수를 가장 가까운 정수로 반올림해야 하며, 동점은 올림한다(즉, {\displaystyle {\mbox{round}}(3.4999)=3}이고 {\displaystyle {\mbox{round}}(3.5000)=4}).
이 양자화 공식은 ITU-R BT.601에 정의된 것과 동일하다. 이 공식이 의미하는 바와 같이, 신호 {\displaystyle E'_{R}}, {\displaystyle E'_{G}}, {\displaystyle E'_{B}}, {\displaystyle E'_{Y}}는 범위 {\displaystyle [0,1]}에서 8비트 정수 [16 .. 235]로 매핑된다. 반면 {\displaystyle E'_{\mathit {CB}}}와 {\displaystyle E'_{\mathit {CR}}}은 범위 {\displaystyle [-0.5,+0.5]}에서 정수 [16..240]으로 매핑되며, 0은 128로 매핑된다. {\displaystyle n=10} 비트의 경우, 양자화된 값은 각각 [64..940]과 [64..960] 범위에 있다.
제한된 범위의 8비트 R'G'B'에서 검정색은 (16,16,16)으로 표현되고 흰색은 (235,235,235)로 표현된다. 8비트 Y'C'BC'R에서 검정색은 (16,128,128)이고 흰색은 (235,128,128)이다.
위의 명목 범위 밖의 양자화된 색상 좌표는 허용되지만, 일반적으로 방송 또는 디스플레이를 위해 클램핑된다(슈퍼화이트 및 XvYCC는 예외). 그러나 제한된 범위에서 8비트 값 0과 255, 10비트 값 0..3과 1020..1023은 타이밍 마크(SAV 및 EAV)를 위해 예약되어 있으며 색상 데이터에 나타날 수 없다.:p4

## 역사
전 세계 HDTV 표준 제정은 1989년 국제무선자문위원회(CCIR)에 의해 "권고 XA/11 MOD F"로 승인되었다. 표준의 첫 공식 버전은 1990년 CCIR에 의해 "권고 709"라는 이름으로 승인되었다. CCIR은 1992년 ITU-R로 전환되었고, 1993년 11월에 표준의 새로운 버전(BT.709-1)을 발표했다. 이 초기 버전들은 여전히 많은 질문을 남겼고, 전 세계 HDTV 표준에 대한 합의 부족이 분명했다. 심지어 1035i30와 1152i25와 같은 일부 초기 HDTV 시스템은 2002년 BT.709-5까지도 표준의 일부였다.
가장 최근 버전은 2015년에 발표된 BT.709-6이다.
이 표준은 화질 크기를 엄격하게 결정했지만 픽셀 스캐닝 순서와 프레임 레이트에 대한 몇 가지 옵션을 제공했다. 이러한 유연성으로 인해 BT.709는 HDTV의 전 세계 표준이 될 수 있었다. 이를 통해 제조업체는 전 세계 모든 시장을 위한 단일 텔레비전 세트 또는 디스플레이를 만들 수 있다.

### 비선형 인코딩의 정당화
BT.709 표준은 {\displaystyle (ER,EG,EB)}를 {\displaystyle (E'R,E'G,E'B)}로 비선형 인코딩하는 것을 광학 전기 전송 함수라고 부른다.:p.1 이는 오래된 비디지털 카메라에 의해 구현된 광 강도를 아날로그 전기 신호로 변환하는 것과 유사하게 의도되었기 때문이다. 색상의 비선형 인코딩이 선형 인코딩보다 효율적이라는 것은 오랫동안 알려져 왔다. 왜냐하면 인간의 시각은 낮은 광도에서 밝기 변화에 더 민감하기 때문이다. 이 변환은 일반적으로 지수 {\displaystyle \gamma }가 0.5에 가까운 멱법칙 {\displaystyle V=L^{\gamma }}로 지정되었다(따라서 인코딩 함수에 대해 "감마 보정" 또는 "카메라 감마"라는 일반적인 이름이 사용됨). BT.709 인코딩 함수 OETF는 지수 1/2.0에 가까운 멱법칙에 가깝다.
BT.709 인코딩 함수는 단순한 멱법칙이 아니다. 왜냐하면 멱법칙은 원점에서 무한한 기울기를 가지는데, 이는 카메라 노이즈를 강조하고 아날로그-디지털 변환기에 문제가 되기 때문이다. 따라서 이 표준은 낮은 광도에서는 간단한 선형 함수 {\displaystyle V=a\,L}과 더 큰 값에서는 이동된 멱법칙 {\displaystyle ((L+c)/(1+c))^{\gamma }}를 결합한 구분 정의 함수를 선택했다. 지수 {\displaystyle \gamma }를 0.45로, 선형 부분의 기울기를 4.5로 선택했을 때, 분기점 {\displaystyle L=L_{0}}에서 함수가 연속적(갑작스러운 점프 없음)이고 매끄럽게(갑작스러운 기울기 변화 없음) 되기 위한 조건은 다음과 같다.
{\displaystyle {\begin{cases}4.5\,L_{0}=(1+c)\,L_{0}^{0.45}-c\\4.5=0.45(1+c)\,L_{0}^{-0.55}\end{cases}}}
이 방정식의 해는 {\displaystyle c\approx 0.099296826809442...}와 {\displaystyle L_{0}\approx 0.018053968510807...}이다. 이 값들은 각각 0.099와 0.018로 반올림되었다.

## 표준 변환
비디오 프레임 레이트와 색상 인코딩의 다양한 표준 간의 변환은 서로 다른 표준과 요구 사항을 가진 지역에 콘텐츠를 배포하는 제작자에게 항상 어려운 과제였다. BT.709는 소비자 및 텔레비전 세트 제조업체 측면에서 호환성 문제를 완화했지만, 방송 시설은 북미의 29.97fps 또는 유럽의 25fps와 같이 지역에 따라 특정 프레임 레이트를 여전히 사용하며, 이는 방송 콘텐츠가 여전히 최소한 프레임 레이트 변환을 필요로 한다는 것을 의미한다.

### 색 영역
BT.709의 빨간색 및 파란색 원색은 EBU Tech 3213 (PAL)의 원색과 동일하다. yG 좌표도 동일하며, xG는 EBU Tech 3213의 xG와 SMPTE C의 xG 사이의 중간에 있다.
결과적으로 BT.709 색 공간은 PAL 및 SMPTE C에서 사용되는 BT.601-6과 거의 동일하며, CIE 1931 색 공간의 35.9%를 포괄한다. 또한 CIE 1976 u’v’ 공간의 33.24%와 CIE 1931 xy 다이어그램의 33.5%를 포괄한다.

### 표준 해상도 변환
표준 해상도 프로그램 및 콘텐츠의 방대한 기존 라이브러리는 또 다른 어려움을 제시한다. NTSC, PAL, SÉCAM은 모두 4:3 가로세로비와 비교적 낮은 해상도를 가진 인터레이스 형식이다. 이를 16:9 가로세로비를 가진 HD 해상도로 스케일 업하는 것은 여러 가지 문제를 야기한다.
첫 번째는 인터레이스 비디오 콘텐츠로 인해 눈에 거슬리는 모션 아티팩트가 발생할 가능성이다. 해결책은 동일한 필드 레이트로 인터레이스 BT.709 형식으로만 업변환하고 필드를 독립적으로 스케일링하거나, 모션 처리를 사용하여 필드 간 모션을 제거하고 디인터레이스하여 프로그레시브 프레임을 생성하는 것이다. 후자의 경우, 모션 처리는 아티팩트를 유발할 수 있으며 처리 속도가 느릴 수 있다.
두 번째는 SD 4:3 가로세로비를 HD 16:9 프레임에 맞추는 문제이다. 표준 해상도 프레임의 상단 및 하단을 잘라내는 것은 구성이 허용하고 그래픽이나 제목이 잘리지 않는지에 따라 작동할 수도 있고 그렇지 않을 수도 있다. 또는 필러박스는 왼쪽과 오른쪽에 검은색 테두리를 남겨두어 전체 4:3 이미지를 표시할 수 있다. 때로는 이 검은색이 늘어나고 흐려진 이미지 형태로 채워지기도 한다.
또한, 북미 표준 해상도에 사용되는 SMPTE C RGB 원색은 BT.709의 원색과 다르다(SMPTE C는 일반적으로 NTSC라고 불리지만, 1953년 NTSC와는 다른 원색 및 화이트 포인트를 사용한다). PAL 및 SECAM의 빨간색 및 파란색 원색은 BT.709와 동일하며, 녹색 원색만 다르다. 이미지를 정확하게 변환하려면 LUT(룩업 테이블) 또는 색상 관리 워크플로우를 사용하여 색상을 새 색상 공간으로 변환해야 한다. 그러나 실제로는 mpv를 제외하고는 대부분 무시된다. 플레이어가 색상 관리가 되더라도(VLC 포함하여 대부분은 그렇지 않음) BT.709 또는 BT.2020 원색만 인식할 수 있기 때문이다.

### 루마 계수
Y’CBCR 비디오를 인코딩할 때, BT.709는 행렬 계수 0.2126, 0.7152, 0.0722를 사용하여 감마 인코딩된 루마(Y’)를 생성한다(이들을 모두 더하면 1이 된다). BT.709-1은 약간 다른 0.2125, 0.7154, 0.0721을 사용했다(BT.709-2에서 표준화되었다). 단일 R’G’B’ 시스템에 대한 전 세계적 합의가 Rec. 709로 이루어졌음에도 불구하고, Y’CBCR에 대해 다른 루마 계수(원색과 화이트 포인트에서 파생되기 때문)를 채택하려면 표준 해상도와 고해상도에 대해 다른 루마-크로마 디코딩을 사용해야 한다.

### 변환 소프트웨어 및 하드웨어
이러한 문제는 속도가 느릴 수 있는 비디오 처리 소프트웨어 또는 실시간 변환을 허용하고 종종 품질 개선을 제공하는 하드웨어 솔루션으로 처리할 수 있다.

### 필름 재전송
가장 이상적인 해결책은 필름으로 제작된 프로젝트의 경우 원본 필름 요소로 돌아가는 것이다. 국제 배급의 기존 문제로 인해, 필름으로 촬영된 많은 텔레비전 프로그램은 전통적인 네거티브 편집 과정을 사용했고, 그런 다음 서로 다른 형식으로 텔레시네될 수 있는 단일 필름 마스터를 가졌다. 이러한 프로젝트는 편집된 네거티브 마스터를 BT.709 마스터로 합리적인 비용으로 재-텔레시네할 수 있으며, 필름의 완전한 해상도 이점을 얻을 수 있다.
반면에, 필름으로 촬영되었지만 비디오 온라인 방식으로 온라인 마스터를 완성한 프로젝트는 필요한 개별 필름 테이크를 재-텔레시네한 다음 재조립해야 하므로, 확인된 네거티브를 텔레시네하는 것보다 훨씬 많은 노동력과 기계 시간이 필요하다. 이 경우, 필름 원본의 이점을 누리려면 필름 원본을 새로운 HD 마스터에 맞추는 데 훨씬 더 높은 비용이 든다.

### sRGB와의 비교
SRGB는 Rec.709의 초기 개발 후에 만들어졌다. sRGB의 개발자들은 Rec.709와 동일한 원색과 화이트 포인트를 사용하기로 결정했지만, 사무실 및 어두운 거실에서 텔레비전을 시청하는 것보다 더 밝은 조건에서 의도된 용도에 더 적합하도록 톤 반응 곡선(감마라고도 함)을 변경했다.
Rec. 709와 SRGB는 동일한 원색 색도와 화이트 포인트 색도를 공유한다. 그러나 sRGB는 감마 2.2와 동일한 출력을 명시적으로 참조한다(실제 함수는 검정색 근처의 문제를 피하기 위해 역시 구분적으로 정의되어 있다). Display P3는 sRGB EOTF를 선형 세그먼트와 함께 사용하며, ICC v4의 파라메트릭 곡선 인코딩 또는 기울기 제한을 사용하여 709에서 해당 세그먼트의 변경이 필요하다.

## 같이 보기
- Rec. 601, 표준 해상도 텔레비전(SDTV)에 대한 유사 표준
- Rec. 2020, 초고선명 텔레비전(UHDTV) 및 와이드 색역(WCG)에 대한 표준
- Rec. 2100, FHD 및 UHD 해상도를 지원하는 하이 다이내믹 레인지 텔레비전(HDR-TV)에 대한 표준
- SRGB, Rec. 709 원색 및 화이트 포인트를 기반으로 하는 웹/컴퓨터 그래픽 표준 색 공간